# Stambena zgrada u Splitu u Bregovitoj 1, 2 i 3
Stambena zgrada u Splitu, Hrvatska na adresi Bregovita 1, 2 i 3 je stambena zgrada koja je zaštićeno kulturno dobro.

## Opis
Građena je od 1955. do 1957. godine. Arhitekt je bio Stanko Fabris. Poput njegove druge od prvih splitskih reaalizacija stambenih zgrada, "svojom su osebujnom plastičnom artikulacijom pročelja snažno odjeknule u hrvatskim arhitektonskim krugovima".
Pod oznakom P-4986 zavedena je kao nepokretno kulturno dobro - pojedinačno, pravna statusa preventivno zaštićena kulturnog dobra, klasificirano kao profana graditeljska baština.